# Moqueur de Cozumel
Toxostoma guttatum
Espèce
Statut de conservation UICN

 CR B1ab(i,ii,iii,iv,v);C2a(i,ii);D : 
En danger critique
Le Moqueur de Cozumel (Toxostoma guttatum) est une espèce de passereau de la famille des Mimidae qui vit ou vivait sur l'île de Cozumel.

## Population
L'espèce était encore abondante dans les années 1980, avec une population estimée à 10 000 individus, cependant chaque passage de cyclone ainsi que la présence de prédateurs importés comme le Boa constricteur menace la survie de l'espèce un peu plus chaque année. Ainsi, on a pensé qu'il pouvait avoir disparu en 1988 après le passage de l'ouragan Gilbert, mais un spécimen a été de nouveau aperçu en 1995, juste avant l'ouragan Roxanne, puis de même en 2004.